# Букреєв Борис Якович
Букреєв Борис Якович (25 серпня (6 вересня) 1859 , Льгов, Курська губернія  — 2 жовтня 1962 , Київ ) — український математик; член АН УРСР, професор Київського університету та Київського політехнічного інституту, засновник і активний діяч Київського математичного товариства, член Московського математичного товариства.

## Життєпис
Народився 5 вересня 1859 року у місті Льгові Курської губернії (тепер Курської області Росії) в родині штатного доглядача Льговського повітового училища Я. В. Букреєва.
Закінчив з срібною медаллю курську класичну гімназію, де з другого класу отримував стипендію, засновану льговским поміщиком Г. М. Чубаровим. Під впливом учителя математики гімназії В. Р. Домбровського у Бориса рано проявилися математичні здібності. У 1878 вступив на фізико-математичне відділення факультету природничих наук Київського університету Святого Володимира. У 1880 році його студентська робота «Геометрична теорія руху незмінної плоскої фігури у своїй площині» була удостоєна Великої золотої медалі. Закінчивши університет в 1882 році, був залишений при ньому для підготовки до професорського звання. З 1884 по 1886 рік викладав геометрію на Вищих жіночих курсах. В 1886 році, після здачі магістерського випробування, отримав звання приват-доцента по чистій математиці і в 1887 був допущений до читання лекцій з теорії функції. Навесні 1887 року після захисту магістерської дисертації «Про розкладання трансцендентних функцій на приватні дроби», був відряджений за кордон, де займався теорією функцій у Фукса і Веєрштраса, теорією чисел у Кронекера, математичною фізикою у Гельмгольца. Після повернення в 1889 році захистив докторську дисертацію «Про фуксові функції нульового рангу з симетричним основним полігоном» і зайняв кафедру чистої математики в університеті святого Володимира.
Педагогічна діяльність Бориса Букреєва не обмежувалася університетом. Він був професором у Київському політехнічному інституті, з 1906 року викладав математику на Київських вищих жіночих курсах, очолював кафедру геометрії в Київському вищому інституті народної освіти та в Фізико-хіміко-математичному інституті, деякий час — сектор геометрії в Математичному інституті АН УРСР, був засновником і активним діячем Київського математичного товариства, з 1893 — почесним, а потім найстарішим членом Московського математичного товариства.

Могила Бориса Букреєва

Помер 2 жовтня 1962 року у Києві. Похований на Байковому кладовищі (ділянка № 9).

## Родина
- Син, Євген Борисович Букреєв (1890—1985) — відомий київський медик, заслужений лікар УРСР; закінчив 1-у Київську гімназію та Київський університет, ділився спогадами про свого співучня Михайла Булгакова[4].
- Дочка, Тетяна Борисівна Букреєва (1889—1992) — бібліотекар. Зять — Толпиго Борис Миколайович (1889—1958).
- Онук, Кирило Борисович Толпиго (1916—1994) — український фізик.

## Наукова діяльність
Один з перших в Україні продовжувачів і популяризаторів ідей неевклідової геометрії. Основоположник київської школи геометрії. Досліджував також питання диференціальної геометрії, теорію рядів, варіаційного числення.
Значний внесок зробив у історію математики, опублікувавши нариси про життя і діяльність В. П. Єрмакова, М. Г. Ващенко-Захарченко, Г. Монжа та інші. Один з членів-засновників Київського фізико-математичного товариства.
Його перу належать 15 монографій та понад 100 наукових статей. Основні праці:
- «Курс застосування диференціального та інтегрального числень до геометрії елементами теорії поверхні» (1900);
- «Вступ до варіаційного числення» (1930);
- «Неевклідова планіметрія в аналітичному викладі» (1947).

## Нагороди, звання
Борису Букреєву була присуджена медаль, випущена на честь 250-річчя з дня народження Леонарда Ейлера.
Нагороджений орденами Леніна (1953) та Трудового Червоного Прапора (1959).
Заслужений діяч науки УРСР (з 1941 року).